# Джейк Ла Мота
Джейк Ла Мота (на английски: Jake LaMotta, рождено име Джакобе Ламота, на английски: Giacobbe „Jake“ LaMotta); (10 юли 1922 – 19 септември 2017) е американски аматьорски и професионален боксьор.
Роден в Бронкс, той е известен като един от най-свирепите боксьори през 40-те и 50-те години на 20. век. Тъй като не е бил особено висок (173 см), Ла Мота е бил много агресивен на ринга и действително влиза в ролята на бик, когато става въпрос за размяна на удари. Изиграва общо 106 мача, като печели впечатляващите 83 от тях, 30 от които с нокаут. Допуска 19 загуби, а 4 завършва наравно. Изиграва цели 6 мача с друга легенда – Шугар Рей Робинсън, като губи в пет от тези двубои, но именно с тях си печели уважението в световен мащаб.
Ла Мота е наричан Бикът от Бронкс и Разяреният бик. Неговите мемоари „Разяреният бик. Моята история“ стават основа за една от най-популярните спортни екранизации в историята – Разяреният бик с режисьор Мартин Скорсезе и Робърт де Ниро в ролята на главния герой.
Световен шампион по бокс в средна категория.